# Le Bel Été 1914
Pour plus de détails, voir Fiche technique et Distribution.
Le Bel Été 1914 est un film français réalisé par Christian de Chalonge et sorti en 1996. 
C'est une adaptation du roman de Louis Aragon, Les Voyageurs de l'impériale.

## Synopsis
À la veille de la guerre de 14-18, Pierre et Paulette Mercadier partent en vacances avec leur fils Gabriel encore en pleine puberté.  
C'est dans le château de leur oncle ruiné, le comte de Sainteville, qu'ils se rendent en vacances ; le comte a dû louer une partie de sa demeure à des roturiers lyonnais, Ernest, Blanche et leurs filles, Suzanne et Yvonne. 
Les enfants font la découverte des premiers émois de la sensualité et de l'érotisme, alors que Pierre tombe amoureux de la belle Blanche.

## Fiche technique
- Titre : Le Bel Été 1914
- Réalisation : Christian de Chalonge
- Scénario : Christian de Chalonge et Dominique Garnier, d'après le roman de Louis Aragon (Les Voyageurs de l'impériale)[1]
- Musique : Michel Portal
- Montage : Anita Fernandez
- Photographie : Patrick Blossier
- Costumes : Pierre-Jean Larroque
- Son : Jean-Claude Laureux
- Sociétés de production : Les Films du Losange - UGC
- Pays de production :  France
- Durée : 117 minutes
- Date de sortie : France - 19 avril 2017

## Distribution
- Robinson Stévenin : Gabriel
- Claude Rich : le comte de Sainteville
- Maria Pacôme : Maria
- Hippolyte Girardot : Pierre Mercadier
- Judith Henry : Paulette Mercadier
- Marianne Denicourt : Blanche Pailleron
- Philippe Torreton : Ernest Pailleron
- Emmanuel Salinger : le docteur Moreau
- Julia Maraval : Suzanne
- Marie-Joséphine Crenn : Jeanne
- Maria Lhande : Marthe
- Pauline De Boever : Yvonne